# Montes Boston
Los montes [de] Boston son una cordillera del centro-sur de los Estados Unidos que se erigen en un área de 14.900 km² y con una altitud máxima de 780 m por el noreste de Oklahoma y noroeste de Arkansas. Forman la parte más meridional de la Meseta de Ozark, en la región fisiográfica de las tierras altas del interior.
En esta cordillera nacen los ríos Blanco y Búfalo.

## Galería

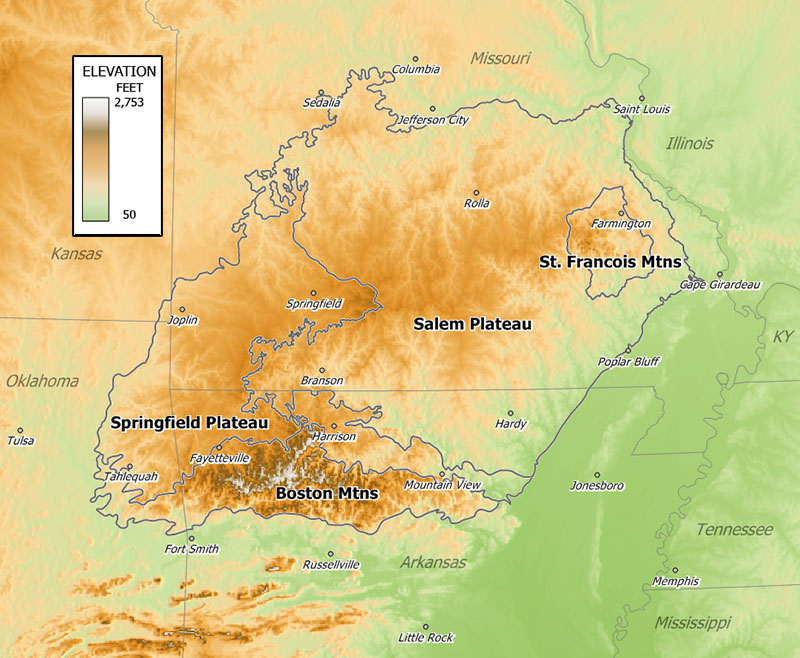
Montes Boston, situados al sur de la meseta Ozark
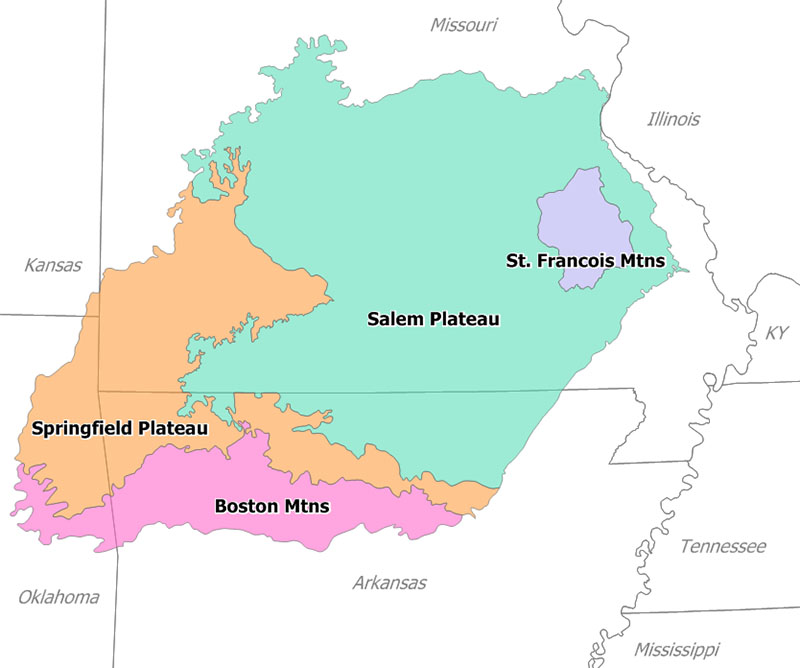
Montes Boston, situados al sur de la meseta Ozark
montes Boston